# Campus Glendon de l'Université York
Le campus Glendon de l'Université York (anglais : Glendon Campus of York University) est un campus de l'Université York, la troisième université du Canada par la taille, située à Toronto, en Ontario. C'est une institution d'arts libéraux bilingue qui compte quelque 100 employés à temps plein pour environ 1 800 étudiants. Le campus Glendon est situé dans le quartier  Lawrence Park. Le campus Keele de l'université se trouve à North York. Officiellement, Glendon fait partie des dix facultés de York. Elle a été inspirée de l'université de Swarthmore.

## Histoire
Premier établissement permanent de l'Université York, le campus a commencé à fonctionner sous la gouverne de l'Université de Toronto en septembre 1960. En vertu de la loi York University Act 1959, York était liée à l'Université de Toronto, et les premiers étudiants ont d'abord utilisé le bâtiment Falconer Hall (qui fait maintenant partie de l'Université de droit), comme pavillon temporaire avant de se réorienter au nord du campus Saint George à Glendon Hall, domaine de 343 982 m², légué par Edward Rogers Wood.
Le nom « Glendon » trouve son origine dans la topographie du campus : il est composé de « Glen » qui signifie en anglais montagne encastrée et de « Don », du nom de la rivière qui traverse le campus.
En 1962, un prêt de terrain est accordé par la Province de l'Ontario afin de construire une nouvelle université. L'Université York est ensuite devenue une institution indépendante en 1965. Cependant, le Collège Glendon refusa d'être transféré au campus  Keele et l'Université de Toronto-York ne voyait pas d'intérêts à réacquérir et maintenir le don de la famille Wood. Murray G. Ross et le diplomate Escott Reid, qui ont tous les deux proposé un nouveau plan pour l'université afin d'éduquer les étudiants dans les domaines de la fonction et de la gouvernance publiques , ont été nommé recteur et principal respectivement en 1959 et 1965. Glendon fut officiellement inauguré en 1966 par le Premier Ministre Lester B. Pearson, avec comme objectif d'aider ses étudiants à développer un intérêt actif et éclairé dans les affaires publiques, tout en les encourageant à s'engager et à améliorer la communauté dans laquelle ils vivent, le pays dont ils sont  citoyens et le monde qu'ils occupent,.

## Bilinguisme
Les programmes de premier cycle de Glendon mettent l'accent sur le multilinguisme et les affaires publiques. Pour cette raison, 20 millions de dollars ont été accordés à Glendon par le gouvernement de l'Ontario pour y établir le « Centre d'excellence pour la langue française et éducation post-secondaire bilingue »Collège Boréal. Des évaluations de compétences linguistiques sont administrées aux nouveaux étudiants pour déterminer le niveau nécessaire pour répondre aux critères de bilinguisme.
Cette approche bilingue est unique au Canada dans la mesure où tous les étudiants du Collège universitaire Glendon reçoivent un enseignement à la fois en anglais et en français. Les autres établissements bilingues d'enseignement supérieur du pays, c'est-à-dire certaines parties l'Université Concordia, de l'Université Laurentienne, de l'Université de l'Alberta (Campus Saint-Jean) et de l'Université d'Ottawa offrent leurs cours dans l'une ou l'autre des deux langues. Bien que ces deux dernières institutions proposent des programmes bilingues, Glendon est le seul établissement universitaire au Canada où les étudiants sont tenus de suivre au moins un cours dans leur seconde langue. Par conséquent, il n'est pas rare que les conversations sur le campus alternent entre l'anglais et le français.

## Programmes d'études
Glendon est une institution principalement de premier cycle spécialisée dans les sciences sociales et les sciences humaines. Glendon offre 20 diplômes de premier cycle (BA) ainsi que 20 concentrations internationales de baccalauréat ès arts (iBA). Glendon possède un baccalauréat en éducation (B.Ed) unique, simultané et consécutif, axé spécifiquement sur la préparation des enseignants à des postes d'enseignement en immersion française, en français intensif et en français de base dans les écoles anglophones. Glendon offre également un double diplôme en administration des affaires et études internationales (BBA / iBA) en partenariat avec EMLYON Business School en France.
Il existe également des programmes de certificats simultanés / consécutifs dans une variété de domaines (enseignement de l'anglais en tant que langue internationale (D-TEIL), droit et pensée sociale, rédaction professionnelle (offert en français seulement), études sur les réfugiés et la migration, études sur la sexualité, Traduction anglais - espagnol, Communication technique et professionnelle).
Depuis sa création au début des années 1960, Glendon s'est développé pour inclure également des programmes d'études supérieures en études françaises, en affaires publiques et internationales, en traductologie et en interprétation de conférence. Les maîtrises en traduction et en interprétation s'appuient sur la force du Collège en langues tandis que le diplôme en affaires publiques et internationales est affilié à l'École d'Affaires publiques et internationales de Glendon. Il existe également un doctorat en études francophones.
Tout étudiant fréquentant Glendon peut suivre jusqu'à 50% de ses cours au campus de Keele, et vice versa. Cette politique vise à donner aux étudiants les ressources d'une grande université tout en conservant les qualités et les caractéristiques d'un petit campus.
Cette Faculté offre des programmes en conjonction avec l'Institut d'études politiques de Paris et l'Institut d'études politiques de Strasbourg.

### Baccalauréats
Glendon offre une formation menant à divers baccalauréats :
- Biologie (B.Sc., i.B.Sc.)
- Communications (B.A., i.B.A.)
- Économie et commerce (B.A., i.B.A.)
- Éducation (B.Éd.)
- Études anglaises (B.A., i.B.A.)
- Théâtre et arts visuels (B.A., i.B.A.)
- Études des femmes et de genre (B.A., i.B.A.)
- Étude françaises (B.A., i.B.A.)
- Études hispaniques (B.A., i.B.A.)
- Études internationales (B.A., i.B.A.)
- Études internationales et administration des affaires (double diplôme) (i.B.A./B.A.A.) offert en partenariat avec emLyon Business School
- Histoire (B.A., i.B.A.)
- Linguistique et sciences du langage (B.A., i.B.A.)
- Philosophie (B.A., i.B.A.)
- Psychologie (B.A., i.B.A., BSc., i.B.Sc.)
- Science économique (B.A., i.B.A.)
- Science politique (B.A., i.B.A.)
- Sociologie (B.A., i.B.A)
- Traduction (B.A., i.B.A.)

### Certificats
Le campus propose aussi huit certificats :
- Certificat en espagnol des affaires et communication professionnelle
- Certificat en histoire publique
- DTEIL : Discipline of Teaching English as an International Language (en anglais seulement)
- Droits et pensée sociale
- Études sur la sexualité
- Études sur les réfugiés et la migration
- Traduction espagnol/anglais - anglais/espagnol
- Technical and Professional Writing (en anglais seulement; disponible en tant que programme de certificat autonome)

### Maîtrise
- Affaires publiques et internationales (M.A.P.I.)
- Interprétation de conférence (M.I.C.)
- Traductologie (M.A)
- Études françaises (M.A)

#### École des affaires publiques de Glendon
L'École des affaires publiques de Glendon est la première école des affaires publiques du Canada qui soit à la fois bilingue et destinée aux études supérieures.

#### Maitrise en traductologie
À la différence d'autres programmes canadiens d'études supérieures en traduction et traductologie, le programme de Glendon n'exige pas des candidats qu'ils maîtrisent à la fois le français et l'anglais. Il suffit de maîtriser l'une de ces langues ainsi qu'une tierce langue.

### Doctorat
Le campus offre aussi un doctorat en Études francophones (Ph.D.).

## Campus
Glendon a une École d'affaires publiques et internationales, la première école d'études supérieures bilingue au Canada à offrir une maîtrise en affaires publiques et internationales. La Faculté des études supérieures gère un programme de doctorat et trois autres programmes de maîtrise. Le Centre d'excellence pour la langue française et l'enseignement postsecondaire bilingue est la partie la plus récente de Glendon et a été créé pour répondre aux besoins des nouveaux étudiants et à la demande croissante d'études postsecondaires multilingues dans le Sud de l'Ontario. Le campus a également accueilli plusieurs productions cinématographiques, dont American Psycho 2: All American Girl (2002) et The Time Traveler's Wife (2009), qui ont été majoritairement filmées à Glendon et dans les environs. Hedley a également tourné son clip vidéo Lost in Translation à Glendon. Souvent, les étudiants participent au tournage lorsque le campus est fermé pour la fin de semaine.
Le campus abrite le Musée canadien des langues qui a été créé en 2011 dans le but de promouvoir l’appréciation de toutes les langues utilisées sur le territoire canadien et leur rôle dans le développement du Canada.

### Édifices et abréviations
- Pavillon York / York Hall (YH): Ce bâtiment principal, en forme de «h», est divisé en quatre sections (l'aile principale et les ailes «A», «B» et «C»). Le Pavillon York dispose de deux grandes salles de conférence (l'une située dans le Penthouse, l'autre dans le Centre d'excellence) et contient de petites salles de classe; des bureaux de départements et de professeurs; la librairie; le laboratoire Réjean-Garneau; la chambre ronde du sénat; le théâtre; ainsi que la cafétéria et la salle à manger de l'école. L’expansion de  l'aile «B» - un espace clos vitré où loge le Service de recrutement étudiant, le bureau du syndicat étudiant, un espace destiné au club, le Salon francophone, ainsi qu'une vaste aire commune (pour remplacer l'ancien Salon Garigue).

- Le Centre d'excellence / The Centre of Excellence (COE) est l'ajout le plus récent à l'aile "A" du Pavillon York. Le bâtiment à l'apparence d'une boîte en verre a été conçu par l'architecte montréalaise Renée Daoust. On y retrouve un amphithéâtre, un studio, des laboratoires de langues, des bureaux et des espaces communes.

- Manoir Glendon / Glendon Hall (GH): le manoir était à l'origine la villa à l'italienne où résidait la famille d'Edward R. Wood (son frère Frank Porter Wood vivait à côté, là où se trouve maintenant l'école Crescent). Aujourd'hui, on y retrouve deux salles de classe, une salle polyvalente maintenant connue sous le nom de Centre de conférences de la Banque de Montréal (MBO), la station de radio du campus CKRG, le Centre d'orientation professionnelle et de conseil, les bureaux administratifs de Glendon (y compris celui du Principal), la Galerie Glendon, l'École des affaires publiques et internationales de Glendon, ainsi que le Café Lunik   — une coopérative étudiante qui a vu le jour en septembre 2011. Il est communément appelé «Le Manoir».

- Bibliothèque Leslie Frost / Leslie Frost Library (FL): une bibliothèque (avec une collection de plus de 300 000 ouvrages) ouvertes à tous les étudiants de York. La bibliothèque ouvre ses portes en 1963 et est nommée en l'honneur de Leslie Frost, ancien premier ministre de l'Ontario et diplômé de la faculté de droit Osgoode Hall. La bibliothèque dispose d'un laboratoire informatique, de salles d'étude et d'espaces de lecture silencieux. Attenant à la bibliothèque se trouve le Bruce Bryden Rose Garden, un exemple rare et bien conservé du paysage britannique, avec des caractéristiques d'influences victoriennes et édouardiennes.

- Pavillon Proctor / Proctor Field House (PFH): le bâtiment d'athlétisme du campus où se trouve le Club athlétique de Glendon (CAG). Le Club athlétique de Glendon offre des installations sportives aux étudiants et au public, y compris une salle de musculation, une salle de cardio, une piscine, des terrains de tennis et de squash, un studio d'enseignement et un gymnase. Le Pavillon Proctor propose également des programmes d'exercices en groupe tels que des cours de spinning, du yoga, des arts martiaux et des cours de danse. Les étudiants de Glendon bénéficient d'un rabais généreux sur l'abonnement au gym tout au long de l'année académique. En 1995, le Pavillon a servi de centre d'entraînement des Raptors.

- Résidence Hilliard / Hilliard Residence (HR): La résidence contient 215 chambres, nommé d'après la célèbre obstétricienne Marion Hilliard. Les étudiants sont répartis entre 6 maisons de style dortoir (A, B, C, E, F et G, respectivement). À l'exception de la maison D, qui est utilisé pour certains bureaux de professeurs et des salles de classe, et la maison G, qui a des chambres de style suite pour les étudiants de deuxième année. Une maison peut accueillir jusqu'à 40 étudiants. Chaque maison est sous la responsabilité d'un résident «don», ainsi que d'assistants de vie en résidence (RLA) qui supervisent les activités dans les deux bâtiments de la résidence. À la différence de la résidence Wood, il n'y a que deux maisons par étage. Hilliard contient également les bureaux du journal étudiant Pro Tem, le Centre des femmes & Trans et l'espace d’entrepôt du Théâtre Glendon dans les maisons non résidentielles de Hilliard, D et H. Le sous-sol de la résidence Hilliard contient une salle de loisirs, disponible pour tous les membres de la résidence.

- Résidence Wood / Wood Residence (WR): une résidence de 189 chambres. Il loge également les étudiants dans des chambres de style dortoir. Le Résidence Wood est la plus petite des deux résidences - il n'y a que 22 à 30 étudiants par maison (section du bâtiment). Les étudiants sont divisés en cinq maisons A à E; chaque maison s'étend sur quatre étages (y compris le sous-sol) avec une seule pièce commune partagée au rez-de-chaussée. Les changements dans la programmation de la vie en résidence ont conduit à la création d'un «étage tranquille» au troisième étage de la maison A pour les étudiants qui souhaitent profiter d'une prolongation des heures de silence en fin de soirée lorsque tous les résidents doivent éviter de faire du bruits. De plus, la maison C deviendra «verte» pour les étudiants qui souhaitent profiter d'un mode de vie plus écologique au sein de la résidence.
- La Serre / Greenhouse (GR): La serre était l'ancienne serre des Wood, principalement sous la garde d'Agnes Euphemia Smart, la veuve de M. Wood. Il est maintenant utilisé comme bureaux des services de sécurité, de stationnement et de transport, les bureaux des services de logement et de résidence, ainsi que pour le service d'accompagnement étudiant goSAFE du campus. En règle générale, les étudiants se rendent à la serre pour régler des problèmes de sécurité et d'amende sur le campus, ou pour des problèmes liés à la résidence tels que les clés / cartes-clés, les autocollants qui permettent l'exemption de taxes pour la cafétéria ou tout entretien ou service requis dans la résidence.

Le campus sur Google Maps

## Vie étudiante
Glendon possède un journal (Pro Tem), une station de radio (Radio Glendon) et une compagnie de théâtre. Les étudiants disposent également de plusieurs équipements tels qu'un foyer, une cafétéria, un club de sport, des ateliers, des services informatiques ainsi que des bureaux de liaisons.
L'Association Étudiante du Collège Glendon/Glendon College Student Union (AÉCG/GCSU) est le syndicat étudiant officiel de l'établissement. Sa composition inclut tous les étudiants inscrits dans des cours à Glendon et élit un Conseil pour les représenter. Le Conseil de l'AÉCG est composé d'un président, 8 postes exécutifs, 10 conseillers, 2 sénateurs, 2 représentants de première année, et un représentant de la Fédération des étudiants de York.
La première apparition du journal Toronto Special été publiée au collège Glendon, selon le National Post.
Situé dans le principal bâtiment, le Salon francophone est un lieu de vie sociale conçu spécialement pour les étudiants désireux d'améliorer leur français. Il s'agit aussi d'un club qui organise différentes activités afin de promouvoir l'usage de la langue de Molière.

## Anciens étudiants célèbres
- David Collenette, ancien Ministre de Défense Nationale, ancien Ministre Fédéral du Transport
- Kim S. Carter, protectrice du citoyen de la Colombie-Britannique
- Greg Sorbara, ancien Procureur General de l'Ontario, ancien Ministre de Finance
- Kim S. Carter (en), l'Ombudsman de la Colombie Britannique
- Jian Ghomeshi, hôte à CBC, musicien, écrivain et producteur
- Chantal Hébert, journaliste, chroniqueuse politique au Toronto Star
- Ann Cavoukian (en), commissaire de l'information et de la protection en Ontario
- Joseph Cohen, philosophe, professeur au University College Dublin (Irlande)
- Kate Nelligan, actrice nommée à l'Oscar de la Meilleure actrice dans un second rôle
- Clayton Ruby, avocat à Toronto, partenaire avec Ruby & Edwardh
- Gordon Henderson (en), réalisateur/directeur/auteur, a dirigé A People's History de CBC Canada
- Mike Ford (en), membre du groupe Moxy Früvous
- M.T. Kelly (en), romancier, gagnant du Governor-General's Award pour A Dream Like Mine
- Greg Gatenby, impresario de longue date du festival d'écrivains internationaux au Harbourfront
- JD Carpenter, auteur de plusieurs romans à suspense
- Marc Connors, vocaliste du groupe a cappella The Nylons
- Christine Silverberg, première dame nommée chef d'une force policière principale métropolitaine au Canada (Calgary)
- John Oughton, poète et journaliste littéraire
- C.F. Caunter (en), historien anglais en automobile et en aviation
- Steven Bednarski (en), professeur d'études médiévales et ancienne voix de la série télévisée "Sailor Moon"
- Justice Thomas Lederer, Cour de justice supérieure de l'Ontario
- Justice Sarah Pepall, Cour de justice supérieure de l'Ontario
- Justice David P. Cole, Cour de justice supérieure de l'Ontario
- Joan C. Andrew, Sous-ministre de la citoyenneté et de l'immigration de l'Ontario, 2005-2009
- John McNee, Ambassadeur des Nations unies du Canada, 2006-2011
- Helen K. Sinclair, fondatrice de BankWorks Trading Inc., présidente du Canadian Bankers Association, 1989-1996, directrice d'entreprise
- Alexandre Côté, diplomate aux Affaires mondiales Canada
- Will Paterson, spécialiste du secteur financier du Groupe de la Banque mondiale
- Caitlyn Ngu, entrepreneure vu à l'émission Drangon's Den
- Louis Vigneault-Dubois, chef des communications à l'UNICEF au Vietnam

Voir une liste des publications de nos anciens : 

## Professeurs célèbres
- Dyane Adam, commissaire canadienne aux langues officielles
- Jean-Gabriel Castel, avocat et auteur
- Christine Dumitriu Van Saanen, auteure, fondatrice du Salon du libre de Toronto et scientifique
- Michael Ondaatje, poète et romancier
- Henry. S. Harris, philosophe
- Irving Abella, auteure et historienne
- Alain Baudot, SRC, professeur emeritus des humanités, fondateur et rédacteur en chef du GREF
- Colin Coates, historien et membre titulaire de la recherche au Canada
- Bruce Connell, linguiste
- Christopher Dewdney, auteur
- Michael Gregory, rôle majeur dans l'école de linguistique
- Alex Himelfarb, ancien greffier du Conseil privé et directeur de l'école des affaires publiques et internationales de Glendon
- Michiel Horn, SRC, historien officiel de l'Université York
- Stanislav Kirschbaum, SRC, politologue
- Kenneth McRoberts, politologue et Principal (doyen) de Glendon
- Ellen Meiksins Wood, politologue
- Raymond Mougeon, sociolinguiste
- Ian Roberge, politologue et analyste à Radio-Canada
- Anne Russon, psychologue en discours des primates et de la cognition

## Médias étudiants
- Pro Tem est le journal étudiant du Collège Glendon. Publié pour la première fois en 1962, c'est la plus vieille publication de l'Université York. En plus d'être gratuit, Pro Tem est le seul journal bilingue en Ontario. En tant que membre à part entière de la Presse Universitaire Canadienne, nous tâchons d'agir en tant qu'agent de changement social et ne publions pas de copies ayant des propos considérés comme racistes, sexistes, homophobes ou autrement préjudiciables. (Énoncé de mission)

- Radio Glendon (CKRG 89.9 FM) est la radio étudiante bilingue du campus. CKRG-FM (en)

## Tournages
Le campus a été utilisé à plusieurs reprises comme lieu de tournage pour des séries télévisées, films, etc.
- American Psycho 2: All American Girl
- Degrassi : La Nouvelle Génération